# Hede (Svezia)
Hede è un'area urbana della Svezia situata nel comune di Härjedalen, contea di Jämtland.
La popolazione rilevata nel censimento 2010 era di 741 abitanti .